# Bhavnagar
Bhavnagar là một thành phố và là nơi đặt ủy ban đô thị (municipal committee) của quận Bhavnagar thuộc bang Gujarat, Ấn Độ.

## Địa lý
Bhavnagar có vị trí 21°46′B 72°09′Đ / 21,77°B 72,15°Đ Nó có độ cao trung bình là 24 mét (78 foot).

## Nhân khẩu
Theo điều tra dân số năm 2001 của Ấn Độ, Bhavnagar có dân số 510.958 người. Phái nam chiếm 52% tổng số dân và phái nữ chiếm 48%. Bhavnagar có tỷ lệ 72% biết đọc biết viết, cao hơn tỷ lệ trung bình toàn quốc là 59,5%: tỷ lệ cho phái nam là 77%, và tỷ lệ cho phái nữ là 66%. Tại Bhavnagar, 13% dân số nhỏ hơn 6 tuổi.